# Atlanta turriculata
Atlanta turriculata är en snäckart som beskrevs av D'Orbigny 1836. Atlanta turriculata ingår i släktet Atlanta och familjen Atlantidae. Inga underarter finns listade i Catalogue of Life.